# Općina Gvozd
Općina Gvozd är en stad i Kroatien.   Den ligger i länet Moslavina, i den centrala delen av landet, 50 km söder om huvudstaden Zagreb.